# Mål (sport)
 For alternative betydninger, se Mål. (Se også artikler, som begynder med Mål)
Et mål i sport kan henvise til en af følgende ting: det fysiske mål og begivenheden mål (scoring).

## Det fysiske mål
Et mål i en sportskamp (fodbold, håndbold mv.) er den fysiske ramme, som afgrænser målet. Det er normalt en ramme lavet af træ, metal eller plastic i rektangulær form og ofte forsynet med et net, der kan opfange bolden og synliggøre en scoring.
Målet bevogtes normalt af en målmand, der er den sidste skanse på holdet.

## Begivenheden mål (scoring)
Et mål i en sportskamp er den begivenhed, hvor bolden, pucken e.l. passerer over mållinjen og inden for målrammen.
Meningen med spillet er at lave flest mål, og den der gør det, har vundet kampen og får point. Hertil kommer en anden afledning, nemlig målscore, som også kan have betydning for vinderen af en række. Hvis to eller flere hold har det samme antal point, kan måldifferencen være afgørende.